# Sinularia andamanensis
Sinularia andamanensis is een zachte koraalsoort uit de familie Alcyoniidae. De koraalsoort komt uit het geslacht Sinularia. Sinularia andamanensis werd in 1909 voor het eerst wetenschappelijk beschreven door Thomson & Simpson. 